# Феррейро, Франко
Франко Феррейро (порт. Franco Ferreiro; род. 1 июля 1984 года в Уругуаяне, Бразилия) — бразильский профессиональный теннисист.

## Спортивная карьера
Профессиональную карьеру начал в 2002 году. В 2003 выиграл три турнира серии ITF Futures. В период с 2005 по 2007 год выиграл ещё шесть турниров ITF Futures и два турнира ATP Challenger Series. В соревнованиях парного разряда с 2005 по 2011 год сумел победить на шестнадцати турнирах серии Challenger. В феврале 2011 года вместе с Андре Са впервые в карьере вышел в финал турнира ATP в Буэнос-Айресе.

## Выступления на турнирах ATP
| Легенда                        |
| ------------------------------ |
| Турниры Большого шлема         |
| Кубок Мастерс / финал АТР-тура |
| ATP Мастерс / ATP Мастерс 1000 |
| АТР Gold / АТР 500             |
| АТР International/ АТР 250     |

### Поражения в финалах (2)

#### Парный разряд (2)
| №  | Дата        | Турнир       | Покрытие | Партнёр  | Соперники в финале                 | Счёт в финале       |
| -- | ----------- | ------------ | -------- | -------- | ---------------------------------- | ------------------- |
| 1. | 20 фев 2011 | Буэнос-Айрес | Грунт    | Андре Са | Леонардо Майер Оливер Марах        | 6-7(6), 3-6         |
| 2. | 7 авг 2011  | Кицбюэль     | Грунт    | Андре Са | Даниэле Браччали Сантьяго Гонсалес | 6-7(1), 6-4, [9-11] |